# Digimon Tamers
Digimon Tamers (Digimon Îmblânzitorii) este sezonul 3 al serialului anime Digimon. A debutat pe 1 aprilie 2001, primul episod intitulânduse Guilmon Comes Alive (Guilmon Prinde Viață). Acest sezon nu continuă acțiunea prorpiu-zisă din Digimon 02 ci începe o nouă poveste cu noi personaje având la bază plotul original Digimon.

## Descriere
Acțiunea începe când Takato își desenază un digimon, Guilmon și își dorește ca acesta să fi fost adevărat. Acesta găsește o carte albastră, iar mai târziu schițele făcute de el sunt scanate în mod misterios de către scanerul jocului de cărți digimon, acesta tranformânduse într-un Digivice ce ilustrează un ou gata să eclozeze. Astfel Guilmon este adus la viață, Takato devine îmblânzitorul lui,iar lumea băiatului începe să se schimbe. Acesta îl întâlnește pe Henry care era de asemenea un îmblânzitor, avândul pe Terriermon. Acesta îi împărtășește din cunoștințele sale și ajung să petreacă mult timp împreună. Mai târziu în scenă întră al treilea personaj principal, o fată pe nume Rika care nu este tocmai fanul numărul 1 al celor doi băieți fiind la început rivala lor.

## Personaje

### Takato Matsuki
Takato este personajul principal în jurul căruia se învârte povestea acestui sezon Digimon. Este un băiat obișnuit căruia îi place foarte mult să joace jocul de cărți Digimon și astfel ajunge să își dorească un digimon adevărat. Desenează unul pe placul său făcând mai multe schițe care să îi surprindă toate caracteristicile și abilitățile. Când dorința devine realitate și Guilmon prinde viață Takato își începe propria s-a aventură.
Este prieten bun cu Henry eventual devin foarte apropiați datorită digimonilor. Încearcă să fie prieten și cu Rika, dar nu reușește. Într-un final fata cedează, dar păstrează distanța dintre ea și cei doi băieți, cu toate că aceasta devine treptat mai mică.

### Guilmon
Este digimonul desenat de Takato care a prins viață după ce schițele lui Takato au fost scanate de scanerul de cărți digimon. Guilmon are caracteristici de dragon având abilități ce implică focul și căldura extremă.
Mereu neîndemânatic la început intră în multe buclucuri creând pagube sau punânduse în pericolul de a fi descoperit de oameni.

### Henry Wong
În versiunea originală în japoneză numit Li Jianliang. Este unul din personajele principale și prima persoană cu un digimon cu care Takato are contact.
Henry e pe jumătate chinez și pe jumătate japonez, tatăl său Janyuu e chinez, iar mama sa Mayumi e japonezoaică. Asemeni tatălui său Henry este un practicant Tai Chi, un stil de luptă pe care îl va folosi ulterior la biofuziunea cu Terriermon în MegaGargomon. Henry îl întâlnește pe Takato Matsuki la școală și îl ajută după ce Guilmon începe să intre în bucluc.

### Rika Nonaka
La început Rika, vede digimonii ca pe nimic mai mult decât simple date de calculator construite pentru luptă, astfel dorind ca partenera sa, Renamon, să fie cel mai puternic Digimon din lume. Încearcă să o facă mai puternică pe Renamon luptând cu orice digimon care se biomaterializează și punând-o pe Renamon să le download-eze datele după ce îi înfrânge, dar este frustrata de lipsa de control a lui Renamon asupra Digievoluției.
Eventual realizează că omul și digimonul trebuie să fie parteneri și prieteni în egală măsură.

## Transmisia în România
În România serialul a fost difuzat pe Animax, Kanal D (perioada 2010-2012), Național TV (perioada 2007-2009), Pro TV, Pro TV HD, Pro TV Internațional, Pro TV Chișinău, Acasă TV (fostă PRO 2) și Acasă Gold (fostă Pro Gold), tot serialul nu are marcaj de avertizare, iar programul respectiv este accesibil tuturor categoriilor de public, fără restricții și fără marcaje de avertizare.